# Zazenhausen
Zazenhausen ist ein Stadtteil am nördlichen Rand der baden-württembergischen Landeshauptstadt Stuttgart. Er gehört zum Stadtbezirk Zuffenhausen. Mit seiner ersten Erwähnung im Jahr 788 ist Zazenhausen hinter Cannstatt der zweitälteste Ort auf Stuttgarter Markung.

## Geschichte

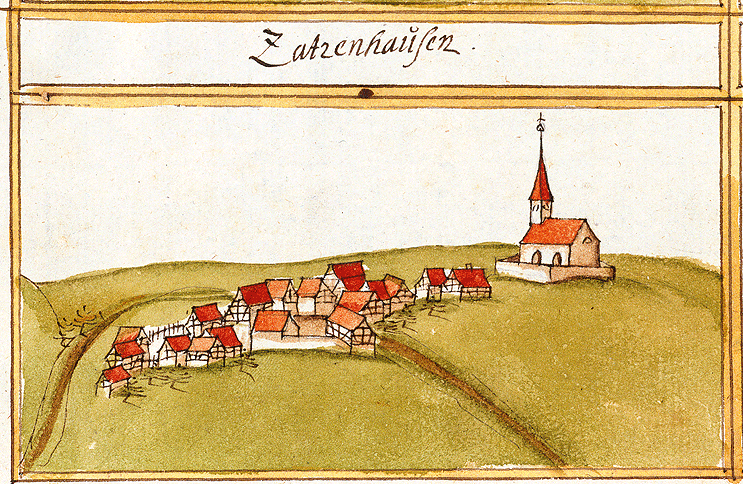
Die älteste Darstellung von Zazenhausen von Andreas Kieser 1681

Zazenhausen dürfte wohl wie Zuffenhausen eine alamannische Gründung des 7. Jahrhunderts gewesen sein. Der Ortsname Zazenhausen könnte in dieser Zeit seinen Ursprung gefunden haben. Man nimmt an, dass ein alamannischer Sippenführer namens Azo sich mit seinem Gefolge am Ufer des früheren Biberbachs (heute: Feuerbach) ansiedelte. Aus dem alamannischen „z'Azehause“, das heißt „zu Azenhausen“, entwickelte sich dann später der Ortsname Zazenhausen. Urkundlich wurde der Ort erstmals in den Jahren 788 und 789 im Lorscher Codex anlässlich dreier Schenkungen von Gütern an das Kloster Lorsch erwähnt. Mit der Schenkung vom 24. Juni 789 wurde auch eine dem heiligen Nazarius geweihte Kirche am Ort genannt. Was aus dem Lorscher Besitz geworden ist, ist unbekannt. Möglicherweise ging er in ein Wittumgut über, das ab dem 14. Jahrhundert in den Lagerbüchern des Klosters Bebenhausen erscheint. Neben dem Kloster Bebenhausen hatte auch das Kloster Lorch im hohen Mittelalter Besitz in Zazenhausen. Die Ortsherrschaft dagegen lag zu dieser Zeit bei den Herzögen von Teck. Ein Ortsadel von Zazenhausen konnte bislang nicht nachgewiesen werden. Im 15. Jahrhundert ging die Ortsherrschaft als württembergisches Lehen über die Herren von Frauenberg an die Herren von Stammheim. Nach dem Aussterben der Stammheimer im Mannesstamm 1588 wurde das Lehen an deren Erben, die Herren Schertel von Burtenbach vergeben. Im Dreißigjährigen Krieg und den nachfolgenden Notzeiten um die Wende zum 18. Jahrhundert hatte der Ort wie das gesamte Umland unter den Schrecken des Krieges zu leiden, wurde jedoch nicht vollständig von den Bewohnern verlassen.
Der Besitz in dem kleinen Bauerndorf war bereits um 1300 in verschiedene Erblehenhöfe aufgeteilt, über die die jeweiligen Grundherrschaften Verfügungsgewalt hatten. Neben der Ortsherrschaft und den Klöstern Bebenhausen und Lorch hatten auch das Esslinger Katharinenspital, das Esslinger Klarakloster und die Dionysiuspfründe der Esslinger Stadtkirche Höfe am Ort. Diese Besitzverhältnisse blieben bis zum Beginn des 19. Jahrhunderts im Wesentlichen bestehen.
1737 erwarb Herzog Carl Rudolf das Rittergut der Schertel von Burtenbach in Zazenhausen für das württembergische Herzogshaus. Gemeinsam mit Stammheim bildete Zazenhausen das Kammerschreiberei-Stabsamt Stammheim, gleichwohl blieben einige Rechte des Ritterkanton Kocher am Ort bestehen. Die Einwohner des kleinen Ortes lebten fast ausschließlich von der Landwirtschaft, vorwiegend wurde Getreidebau, aber auch Weinbau betrieben. 1799 gab es 30 Häuser und 16 Scheunen sowie sonstige Gebäude im Ort.
Bei der Neuorganisation der württembergischen Verwaltung wurde 1806 das Kammerschreiberei-Stabsamt Stammheim aufgelöst und Zazenhausen als Gemeinde der Klasse III kam (als Ersatz für das ausgeschiedene Weilimdorf) zum Oberamt Cannstatt. 1923 ging der Ort als selbstständige Gemeinde zum Amtsoberamt Stuttgart über, aus dem es mit der Eingemeindung nach Stuttgart 1933 wieder ausschied. Bei der Einteilung der Stadt Stuttgart in Stadtbezirke kam Zazenhausen 1956 zum Stadtbezirk Zuffenhausen.

### Religionen

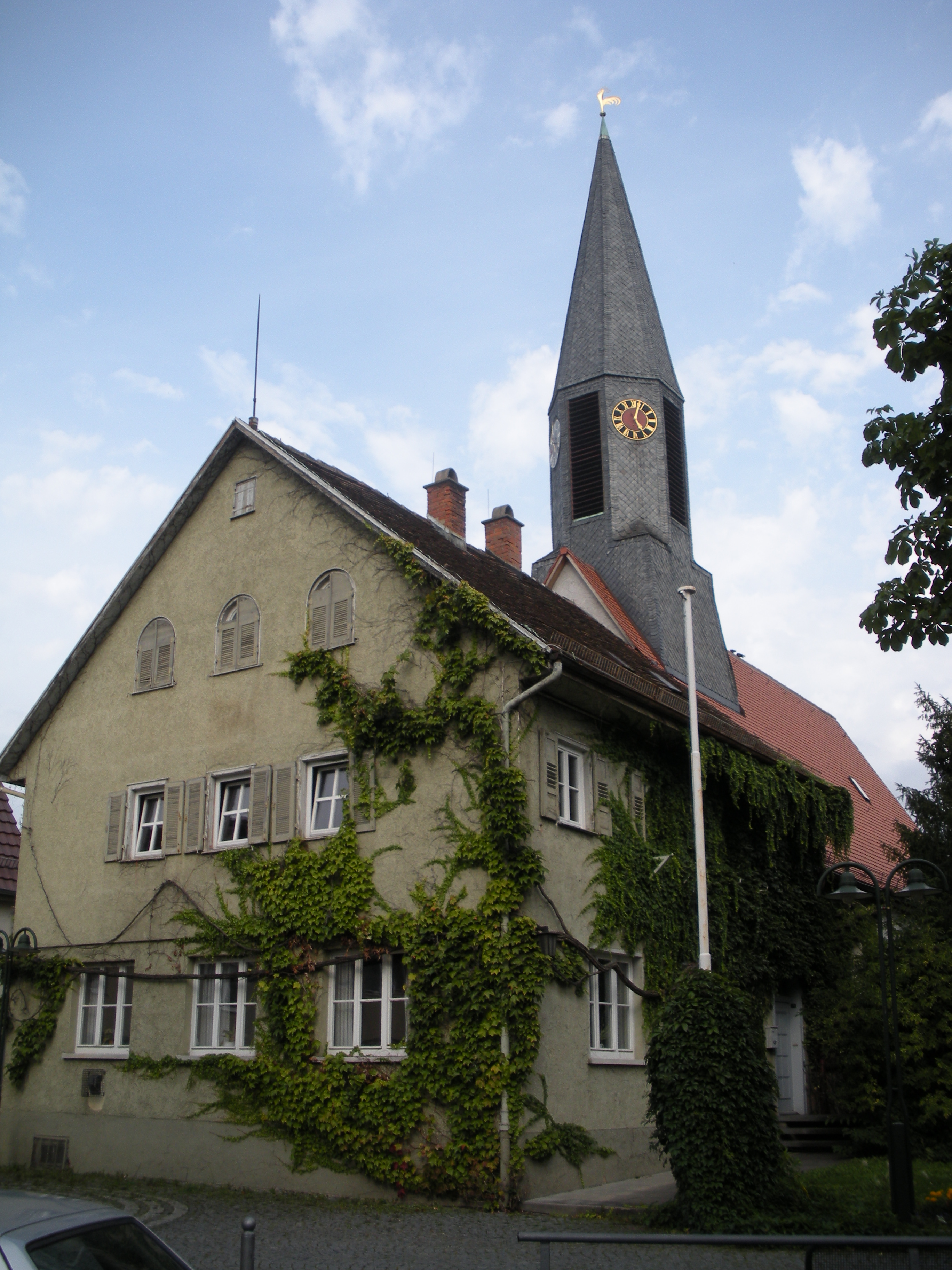
Altes Schulhaus mit Nazariuskirche

Eine dem Hl. Nazarius geweihte Kirche oder Kapelle bestand in Zazenhausen bereits während einer der ersten Nennungen des Ortes im Jahr 789. Die alte Kirche wurde eventuell um 1300 durch das Kloster Bebenhausen erneuert und ging vermutlich während der Zeit der Reformation ab, während der der Ort gemeinsam mit Württemberg bald nach 1534 zum neuen Glauben übertrat. 1581/82 wurde ein neues Gotteshaus errichtet, das wie bereits in vorreformatorischer Zeit Filialkirche von Kornwestheim war. Erst 1867 wurde Zazenhausen zu einer selbstständigen Pfarrei erhoben.

## Sehenswürdigkeiten
- Die evangelische Nazariuskirche wurde 1581/82 erbaut. An die Kirche schließt sich der als Kulturdenkmal ausgewiesene und seit etwa 1500 belegte Friedhof an. 1828 wurde an die Kirche das Schulhaus des Ortes angebaut.
- Das Haus Schwarz in der Blankensteinstraße zählt im Kern zu den ältesten Gebäuden in Zazenhausen. Das in die Wand eingelassene Relief mit Josua und Kaleb sowie den Initialen JGDW stammt noch vom Erbauer Johann Georg Dockenwadel von 1550.
- Der Meierhof in der Spitalhofstraße 10 ist einer der alten Erblehenshöfe in Zazenhausen. Er war einst im Besitz des Klosters Bebenhausen und kam 1739 an das Kloster Lorch.

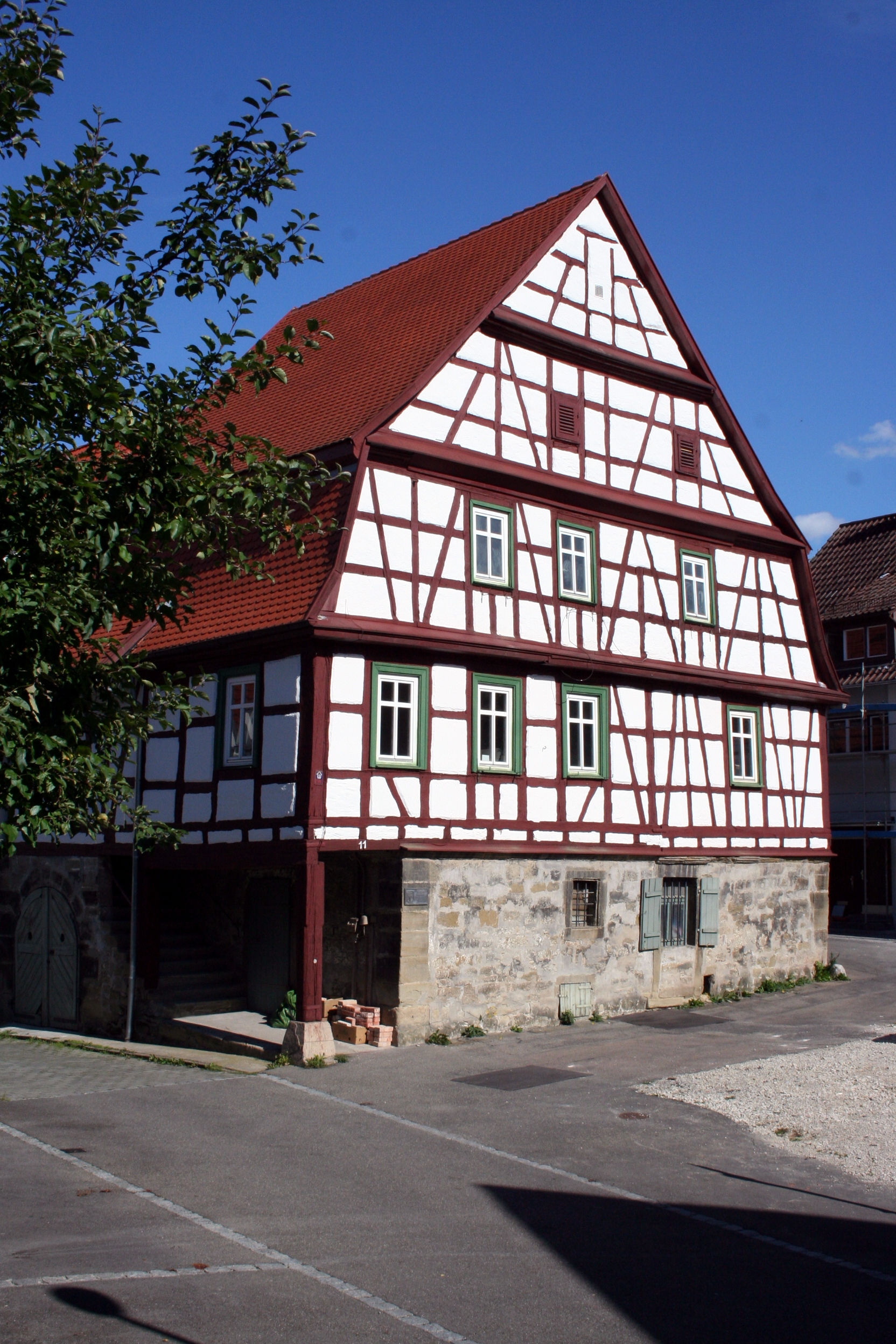
Spitalhof, auch: Klarahof

- Spitalhof, auch: KlarahofDer Spitalhof in der Spitalhofstraße 11 ist ein Fachwerkbau aus dem 19. Jahrhundert (Schlussstein datiert 1836) und gehörte einst dem Spital vom Klara-Hof Sirnau bei Esslingen.
- Von der bereits im späten Mittelalter erwähnten und 1770 von Johannes Krehl umgebauten Zazenhausener Mühle, die 1966 abgebrochen wurde, ist am Ort noch der auf den Umbau 1770 datierte Schlussstein des Eingangs erhalten.

## Bevölkerung
1812 wurden in 47 Wohnhäusern des Ortes 317 Einwohner gezählt. Um 1900 hatte Zazenhausen 524 Einwohner in 100 Haushalten, gegen Ende des Zweiten Weltkrieges waren es etwa 800 Einwohner. Durch den Zustrom von Heimatvertriebenen und Gastarbeitern hatte sich die Einwohnerzahl bis 1965 mit 1.727 Einwohnern mehr als verdoppelt. Durch die Erschließung von Neubaugebieten in benachbarten Gemeinden und Stadtteilen kam es daraufhin zu einer starken Abwanderung, so dass 1983 nur noch 1.277 Einwohner gezählt wurden. Mit der darauffolgenden Ortserweiterung in den Kirchenäckern kam es wieder verstärkt zum Zuzug und dadurch auch wieder zu einem moderaten, aber stetigen Bevölkerungswachstum.

## Wappen
| Wappen von Zazenhausen | Blasonierung: „Unter goldenem Schildhaupt, darin eine schwarze Hirschstange, in Schwarz drei bewurzelte goldene Ähren überdeckt durch eine silberne Handwaage.“ |
| Wappen von Zazenhausen | Wappenbegründung: Das Wappen wurde 1916 angenommen und zeigte „drei aufrechtstehende Ähren, durchschnitten von einer Schnellwaage“ als Hinweis auf die damals noch vorherrschende Landwirtschaft (Ähren) und den Marktverkehr (Waage) zur Stadt. Die Hirschstange deutet auf die Zugehörigkeit zu Württemberg hin. Von einer Farbenfestlegung ist nichts überliefert. Dem Wappen werden die Stadtfarben Stuttgarts (Gold und Schwarz) zugrunde gelegt. |

## Verkehr

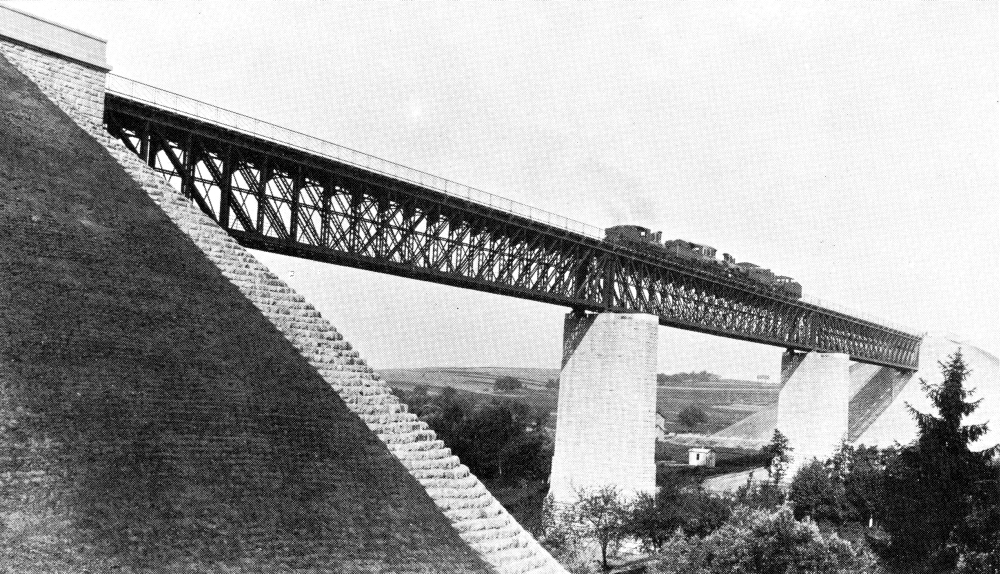
Probebetrieb auf dem Feuerbach-Viadukt 1896

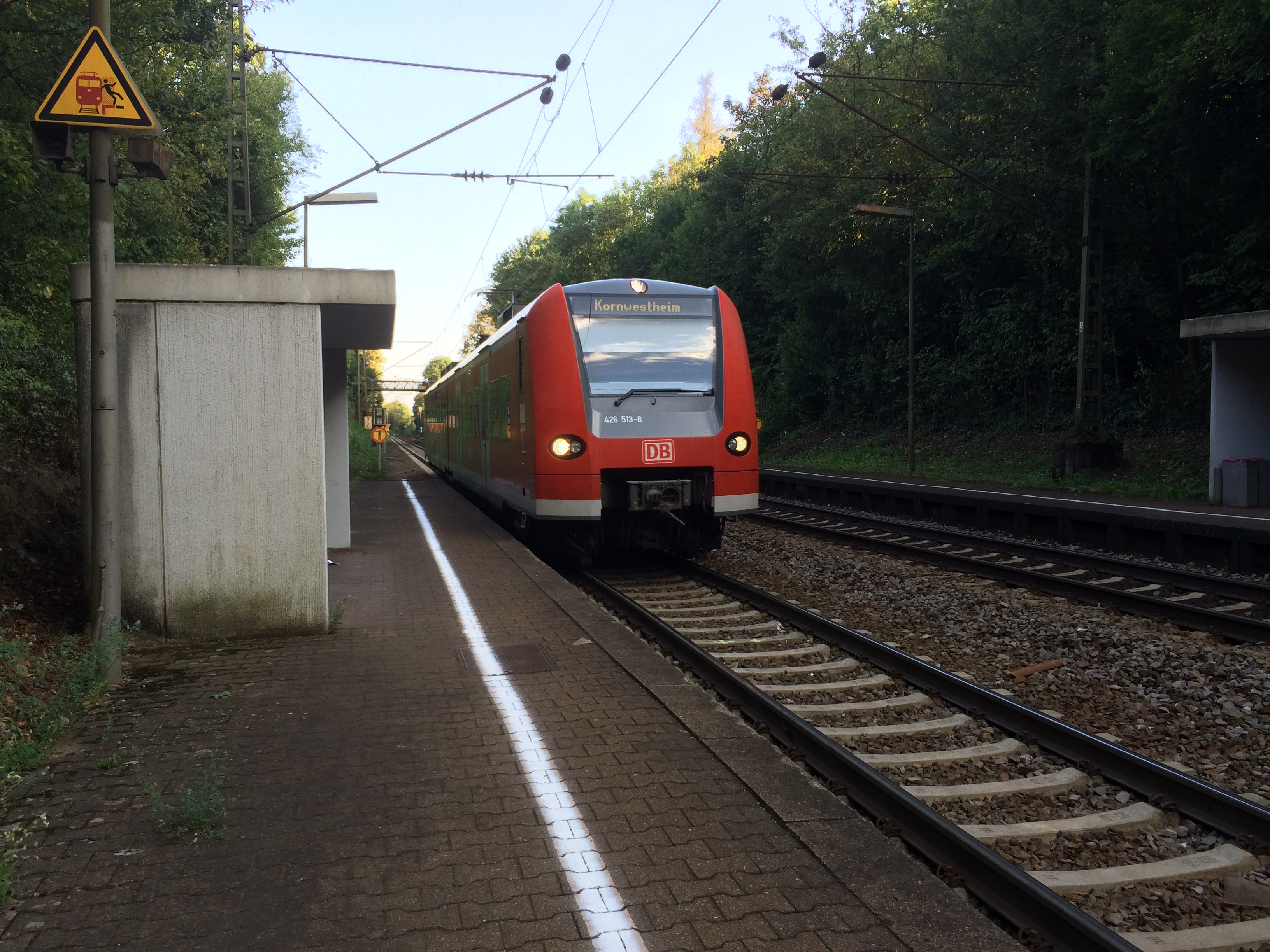
Regionalzug im Haltepunkt Zazenhausen

In den Jahren 1894 bis 1896 wurde unmittelbar an den Ort angrenzend der Feuerbach-Viadukt der Güterumgehungsbahn von Untertürkheim nach Kornwestheim errichtet. Der Viadukt wurde 1902 bis 1904 zweigleisig ausgebaut und von 1980 bis 1982 vollständig erneuert. Der Haltepunkt „Zazenhausen“ liegt oberhalb des Stadtteils am Rand von Freiberg, dort halten mehrmals täglich Züge der Regionalbahnlinie 11. Derzeit wird erwogen, auf der Trasse eine S-Bahn-Linie von Ludwigsburg nach Esslingen mit Halt in Zazenhausen zu errichten.
Zazenhausen ist innerhalb des VVS mit der Buslinie 53 an Zuffenhausen und Mühlhausen sowie in der Hauptverkehrszeit auch an Feuerbach angebunden.

## Persönlichkeiten
- Johannes von Zazenhausen (* 14. Jh. in Zazenhausen; † 20. Juli 1380 in Mainz), Weihbischof in Trier